# Federação Internacional de Vela
A Federação Internacional de Vela (WS, do inglês World Sailing), anteriormente International Sailing Federation (ISAF), é o organismo internacional que rege o desporto náutico de competição à vela.

## Histórico
Fundada em Paris em 14 de outubro de 1907 como International Yacht Racing Union (IYRU), manteve esse nome até 1996 altura em que passou a ser a ISAF.
Em junho de 1906, em Londres, foi adoptado um  padrão internacional – em francês JI, de Jauge Interntional – numa conferência do países europeus. É a "Regra do Metro" – Metre Rule em inglês – para os barcos 12M JI, os 8 Metros, 6 Metros e todos os outros veleiros do tipo JI – padrão internacional, ou Metro ou ainda mR – como o 5.5 mR ou o 2.4 mR. Um ano depois os representantes europeus que estavam presentes a essa conferência fundariam a IYRU.
Desde a sua criação a federação tem editado regras, normas e sistemas de medidas padrão que são aplicadas mundialmente em todas as competições à vela. 
Só em 1960 é que a North American Yacht Racing Union unificou e adoptou a JI.

## Papel da WS
A WS é reconhecida pelo Comité Olímpico Internacional (COI) como autoridade dirigente da vela mundial e gere a vela nos Jogos Olímpicos. A WS assegura a promoção da vela nas 121 federações nacionais.